# James Sochinski
James Richard Sochinski is een Amerikaans componist, muziekpedagoog, dirigent en trombonist.

## Levensloop
Sochinski studeerde aan de Universiteit van Missouri in Columbia (Missouri) en behaalde daar zijn Bachelor of Music. Hij wisselde aan het Peabody Institute of the Johns Hopkins University in Baltimore (Maryland) en behaalde zijn Master of Music aldaar. Aansluitend promoveerde hij tot Ph.D. (Philosophiæ Doctor) in muziektheorie aan de Universiteit van Miami in Coral Gables met een Dissertatie Instrumental Doubling and Usage in Wind-Band Literature, 1908-1966. 
Sinds 1977 is hij als bastrombonist lid van het Roanoke Symphony Orchestra. 
Hij was arrangeur van de United States Army Field Band in Washington D.C. en werd aansluitend dirigent van de harmonieorkesten van de Staatsuniversiteit van South Carolina in Orangeburg (South Carolina). In 1977 kwam hij als professor aan de Virginia Polytechnic Institute and State University (Virginia Tech) in Blacksburg (Virginia). Hij doceert muziektheorie inclusief cursussen in analyse, orkestratie, arrangeren, muziekgeschiedenis en literatuur. Tegenwoordig is hij directeur van het Center for Digital Music. Eveneens is hij dirigent van de harmonieorkesten aan deze universiteit. Meer dan 26 jaren heeft hij gearrangeerd voor de 330 leden tellende “Marching Virginians”. Hij heeft een speciale research gedaan aan nieuwe mogelijkheden van muziek instructie en opleiding en daarover bij conferences van de College Music Society, de College Band Directors National Association, de Virginia Music Educators Association, de Music Educators National Conference en de MidWest International Band and Orchestra Clinic gerefereerd. 
Zijn composities werden uitgevoerd op muziekfestivals en conferences in de hele wereld. Hij werkte bijvoorbeeld ook voor Banda de Musica da Guarda Nacional Republicana (Portugal).  

## Composities

### Werken voor harmonieorkest
- 1984 Dona Nobis Pacem
- 1986 Kum Ba Yah
- 1988 A Mighty Fortress
- 1988 Dos Equis
- 1988 Sweet Land of Liberty
- 1988 We The People
- 1990 Asmodeus
- 1991 Threnody for Challenger
- 2005 Legends of the Lumbee
- 2006 Fantasie-Variations on a Dowland Ayre, voor trombone en harmonieorkest
- A Bestiary for Brass
- Chugga-Chugga, voor fagot en harmonieorkest
- Entr' Acte for Band
- Epilogue
- Fanfare-Processional on Gaudeamus Igitur
- In Memoriam
- Mozart Variations
- Ostinato Dance
- Song of Solomon
- Suite from "The Legend of Alcobaça"
  1. Prelude
  2. Ines at Santa Clara
  3. Dom Pedro's Revenge
  4. Coronation of the Dead Queen
  5. Postlude
- Triple Concerto, voor trompet, hoorn, trombone en harmonieorkest
- Virginia Tech Alma Mater

## Publicaties
- James Richard Sochinski: Instrumental Doubling and Usage in Wind-Band Literature, 1908-1966, Dissertatie Ph.D., Theory, University of Miami, 1980. 145 p.
- Vernon Burnsed, James Sochinski: The relationship between dynamics and tension in Haydn’s symphony 104: a developmental study. in: PsychoMusicology: A Journal of Research in Music Cognition, XVII (spring-fall 1998–2001), S. 19–35. ISSN 0275-3987.
- Vernon Burnsed, James Sochinski: Research on Competitions, in: Music Educators Journal 70, no. 2 (October 1983), 25- 27
- Vernon Burnsed, James Sochinski: The Effects of Expressive Variation in Dynamics on the Musical Preferences of Middle School Music Students, in: Bulletin of the Council for Research in Music Education, n124 p1-12 Spr 1995